# Умозрение
Умозре́ние (лат. speculatio) — мышление априори, без получения опыта об объекте мышления.
Умозрение специфично для философского размышления, как способ познания истины с построением логических связей, отвлечённых от научных фактов и экспериментов, вплоть до приобретения умозрительными рассуждениями ненаучного характера.
В истории человечества умозрительный характер имели философские размышления ещё древнегреческих мыслителей, таких как Платон и Аристотель; теории средневековых схоластов; натурфилософские теории философов XVIII—XIX веков, например, Шеллинга и Гегеля, а также отдельных учёных-естествоиспытателей.